# Brian Sandoval
Brian Edward Sandoval (Redding, 5 agosto 1963) è un politico e magistrato statunitense, membro del Partito Repubblicano e governatore del Nevada dal 2011 al 2019.

## Biografia
Nato in California in una famiglia di origini messicane, Sandoval crebbe a Reno, nel Nevada. Laureatosi in legge all'Università statale dell'Ohio, intraprese la professione di avvocato aprendo un suo studio legale a Reno.
Nel 1994 si candidò come repubblicano per un seggio all'Assemblea di stato del Nevada e venne eletto. Nel 1998 rassegnò le dimissioni per accettare un incarico all'interno della Nevada Gaming Commission, un'agenzia governativa preposta a sorvegliare i casinò per regolamentare il gioco d'azzardo.
Nel 2002 venne eletto procuratore generale del Nevada e tre anni dopo il Presidente George W. Bush lo nominò giudice del tribunale distrettuale del Nevada.
Nell'agosto del 2009 Sandoval si dimise dal posto per candidarsi a governatore del Nevada. Nelle elezioni riuscì a prevalere di alcuni punti percentuali sull'avversario democratico Rory Reid, figlio del leader di maggioranza al Senato Harry Reid.
Sandoval è sposato e ha tre figli.